# لين بولن
لين بولن (بالإنجليزية: Lin Bolen)‏ هي منتجة تلفزيونية أمريكية، ولدت في 21 مارس 1941 في بنتون في الولايات المتحدة، وتوفيت في 19 يناير 2018 في سانتا مونيكا في الولايات المتحدة.

## وصلات خارجية
- لين بولن على موقع IMDb (الإنجليزية)
- لين بولن على موقع قاعدة بيانات الفيلم (الإنجليزية)